# David Moore
Pour les articles homonymes, voir Moore et David Moore (homonymie).
David Moore (3 juillet 1817 - 19 juillet 1893) est un officier militaire américain qui a servi lors de la guerre américano-mexicaine et de la guerre de Sécession. Il atteint le grade de brigadier général breveté des volontaires des États-Unis avant de quitter le service militaire. Plus tard, il sert en tant que membre de l'assemblée générale du Missouri.

## Avant la guerre
David Moore naît dans le comté de Columbiana, Ohio le 3 juillet 1817, fils de John et Sarah (Clark) Moore. Son père, John Moore, un immigrant Irlandais, a servi lors de la guerre anglo-américaine de 1812 et a déménagé dans l'Ohio peu de temps après. David a une sœur et un frère, et plusieurs demi-frères et demi-sœurs issus du premier mariage de son père avant qu'il ne devienne veuf. À l'âge de treize ans, Moore déménage à Wayne County, Ohio , et devient un apprenti menuisier jusqu'à l'âge de dix-huit ans. Il continue dans le commerce jusqu'en 1847, où il participe à la guerre mexico-américaine en tant que capitaine d'une unité de l'Ohio connue sous l'appellation des Wooster Guards, qui est devenue la compagnie E du 3rd Ohio Infantry. Après son retour de la guerre, il s'installe dans le Missouri en 1850 et devient agriculteur ainsi que commerçant d'une petite ville.

## Guerre de Sécession
Au déclenchement de la guerre, Moore vit dans le petit village de Wrightsville au nord-est du Missouri. C'est là que son ami (et futur trésorier de l'État du Missouri (en)), le colonel William Bishop, sur les ordres du général Nathaniel Lyon, le recrute pour organiser une unité des Missouri Home Gards (en)pour protéger la région des commandos confédérés. Vêtu de son uniforme de la guerre mexico-américaine, David Moore chevauche dans Alexandria, dans le Missouri, le 24 juin 1861 pour prêter serment de fidélité à l'Union. Recevant le grade de capitaine, il fait imprimer des tracts le jour même invitant « tous ceux qui sont prêts à se battre pour leurs maisons, leur comté, et le drapeau de notre glorieuse Union » à s'enrôler « en apportant leurs armes et leurs munitions ». Un nombre suffisant d'hommes sont recrutés dans la région du comté de Clark, dans le Missouri en moins de deux semaines et le 4 juillet 1861 à Kahoka ils sont officiellement organisés en tant que 1st Northeast Missouri Home Gards, Moore étant élu colonel de l'unité.
Après la prestation de serment et l'organisation, Moore et environ cinq cents hommes quittent Kahoka pour aller au port fluvial d'Athens stratégiquement important, dans le Missouri. Également dans le comté de Clark, et non loin de la confluence des rivières Des Moines et du Mississippi, Moore crée un camp d'entraînement, utilisé aussi comme une base d'opérations contre la zone pro-confédérée des bushwhackers et des Missouri State Guard (MSG) du colonel Martin E. Green (en). Athens a aussi l'avantage d'être à cheval sur la rivière, sur la ligne d'une dépôt d'approvisionnement de l'armée de l'Union à Croton, en Iowa et l'accès à son chemin de fer. Le 21 juillet 1861, les troupes de Moore avec l'aide d'unités de l'Illinois et de l'Iowa, attaquent le village d'Etna, à côté du comté de Scotland, Missouri, et chassent les éléments de la cavalerie des MSG, puis retraitent sur Athens fortifiée.

### Bataille d'Athens
En réponse à l'action du 21 juillet 1861, le colonel Green, des Missouri State Guards, lève le camp de sa base de formation près de la rivière Fabius (en) et marche vers Athens, s'arrêtant suffisamment longtemps pour mettre en déroute une petite force des Home Guards à Edina, dans le comté de Knox, Missouri le 31 juillet 1861. Le 5 août 1861, la force de Green de 2 000 hommes de la Missouri State Guard - parmi eux, on retrouve deux fils de Moore - avec trois canons attaque Athens. Moore a environ 500 hommes sous son commandement, mais ils sont mieux armés, avec une livraison récente de fusils Springfield. En dépit du rapport de un contre quatre, les Home Guards pro-unionistes sont en mesure de résister à l'attaque initiale. Voyant l'hésitation des Missouri State Guards, le colonel Moore mène une charge à la baïonnette qui disperse l'ennemi. Bientôt, les renforts de Croton, de Farmington, Iowa et de Keokuk, Iowa traversent la rivière pour aider à achever la déroute. Les hommes de Green subissent des pertes estimées entre trente et cinquante morts et un nombre inconnu de blessés, tandis que la Home Guard ne rapporte que trois morts et vingt blessés. Les forces de Moore capturent 450 chevaux, des armes de petit calibre, et des canons de la Missouri State Guard.

### Le 21st Missouri
Le 1st Missouri Home Guards du colonel Moore, avec le 2d Missouri Home Guards du colonel Humphrey Woodyard, continue de poursuivre les éléments confédérés à la fin de l'été et de l'automne, après la bataille d'Athens. Le 31 décembre 1861, les deux unités sont combinées pour former le 21st Missouri Volunteer Infantry Regiment. Au mois de mars suivant, après avoir été renforcée avec d'autres unités de l'Iowa et de l'Illinois, l'unité est affectée au commandement du général Ulysses S. Grant. Le 6 avril 1862, Moore est blessé au début des actions de la bataille de Shiloh. Tout en menant ses hommes sur le front, Moore est frappé par trois balles. Ces blessures lui occasionnent la perte de sa jambe droite au-dessous du genou, mais après trois mois de récupération, il retourne à son commandement au début juillet 1862. Son retour est fortuit, car le mois suivant, des anciens membres du 21st Missouri Infantry font une timide tentative de mutinerie. Moore répond rapidement et avec force, arrêtant les six meneurs et les traduit en cour martiale. Toutes les autres envies de la mutinerie ou de désertion en masse sont éteintes parmi les soldats du 21st Missouri Infantry.
Le 21st Missouri retourne vers des actions avec de lourds combats à l'automne 1862, en participant à la bataille d'Iuka le 19 septembre et la seconde bataille de Corinth les 3 et 4 octobre 1862. Moore et son régiment terminent leur travail de 1862 en participant à la première phase de la campagne de Vicksburg du général Grant en décembre. Presque tout 1863 est passé dans un service de garnison, protégeant les lignes d'approvisionnement de l'Union et des villes stratégiques comme Colombus, Kentucky et les villes de l'Union dans le Tennessee de Clinton et de Memphis. L'année 1864 voit les hommes du 21st Missouri Infantry une fois encore affectés à de durs combats lorsqu'ils servent dans la troisième division de XVI corps de l'Union, participant à l'expédition de Meridian, à la campagne de Red River et, surtout, à la bataille de Tupelo, où Moore et ses hommes sont remarqués pour leur féroce défense contre la cavalerie démontée de Nathan Bedford Forrest. Le régiment retourne au Missouri brièvement en 1864, en réponse au raid de Price, poursuivant le général confédéré Sterling Price à travers l'état de Show-Me et de l'Arkansas voisin.
David Moore et le 21st Missouri Infantry commencent 1865 avec un service de garnison, mais leur commandant ne reste pas longtemps avec eux. Moore quitte le régiment au début février, près de trois ans après le jour de son organisation. Le 21 février 1865, Moore est breveté brigadier général et met en place l'organisation d'un autre régiment, le 51st Missouri. En mai, il assume le commandement du 51st Missouri et celui du premier district militaire du Missouri, basé à Saint-Louis. La guerre, une fois terminée, il reste à son commandement jusqu'à la libération du service le 31 août 1865.

## Après la guerre
Le général Moore retourne dans le nord-est du Missouri à la fin de la guerre et se remet à ses activités agricoles et de commerce à Canton, dans le Missouri. En 1869, il est de nouveau appelé à exercer une fonction publique, étant élu pour le parti républicain libéral, pour un mandat de quatre ans représentant le douzième district du Missouri, au sénat de l'État du Missouri (en). Après-guerre, Moore est également très actif dans la Grande armée de la République (GAR), et devient un maître maçon. En plus de faire des cultures, David Moore fonde une deuxième famille après la guerre. Sa première femme, née en Pennsylvanie, Diademia (Schnabel) Moore est morte en 1865 après lui avoir donné cinq fils et une fille ; William W., Eugène, John C., Charles, Thomas, et Frankie. Comme cité supra, deux fils de Moore ont combattu dans le Missouri State Guard contre lui à Athens. La seconde épouse de David Moore, la veuve May (Mattingly) Carnegy, du comté d'Union, Kentucky , lui donne trois filles, Katie (morte en bas âge), Katie D., et Nellie - ainsi que deux beaux-fils et quatre belles-filles par le mariage. Moore continue à être un peu actif en politique pour le parti républicain du Missouri jusqu'à sa mort le 19 juillet 1893. Il existe des divergences entre les sources sur son lieu de décès, certains citant Saint-Louis, dans le Missouri , tandis que d'autres la situe à Canton dans le Missouri. David Moore est enterré dans le cimetière de Forest Grove, à Canton, sa tombe étant marquée par une simple pierre tombale militaire.